# Kate Aldrich
Kate Aldrich (Damariscotta, 31 ottobre 1973) è un mezzosoprano statunitense.
Divenne famosa a livello internazionale nel 2001 grazie al suo ruolo da protagonista nella produzione di Zeffirelli di Aida. Nello stesso anno ha vinto il CulturArte Award all'Operalia International Opera Competition, nel 2006 ha vinto l'Alfréd Radok Award e il Thalia Award nella Repubblica Ceca.

## Biografia
Nel 2000 debutta come Preziosilla ne La forza del destino di Giuseppe Verdi all'Arena di Verona. Nel 2006 al Metropolitan Opera House è Maddalena in Rigoletto.

## Repertorio
| Ruolo                   | Titolo                    | Autore     |
| ----------------------- | ------------------------- | ---------- |
| Romeo Montecchi         | I Capuleti e i Montecchi  | Bellini    |
| Adalgisa                | Norma                     | Bellini    |
| Ascanio                 | Benvenuto Cellini         | Berlioz    |
| Marguerite              | La damnation de Faust     | Berlioz    |
| Carmen                  | Carmen                    | Bizet      |
| Contessa Zavolsky       | Nicholas and Alexandra    | Drattell   |
| Giovanna Seymour Smeton | Anna Bolena               | Donizetti  |
| Maffio Orsini           | Lucrezia Borgia           | Donizetti  |
| Elisabetta I            | Maria Stuarda             | Donizetti  |
| Leonor de Guzman        | La Favorite               | Donizetti  |
| Giulio Cesare           | Giulio Cesare in Egitto   | Händel     |
| Rosmira                 | Partenope                 | Händel     |
| Sister Helen Prejean    | Dead Man Walking          | Heggie     |
| Arden Scott             | Great Scott               | Heggie     |
| Salomé                  | Salomé                    | Mariotte   |
| Varedha                 | Le mage                   | Massenet   |
| Charlotte               | Werther                   | Massenet   |
| Dulcinée                | Don Quichotte             | Massenet   |
| Nerone                  | L'incoronazione di Poppea | Monteverdi |
| Idamante                | Idomeneo                  | Mozart     |
| Sesto                   | La clemenza di Tito       | Mozart     |
| Giulietta Nicklausse    | Les contes d'Hoffmann     | Offenbach  |
| Salammbô                | Salammbô                  | Reyer      |
| Isabella                | L'italiana in Algeri      | Rossini    |
| Rosina                  | Il barbiere di Siviglia   | Rossini    |
| Angelina                | La Cenerentola            | Rossini    |
| Zelmira                 | Zelmira                   | Rossini    |
| Statira                 | Olympie                   | Spontini   |
| Octavian                | Der Rosenkavalier         | Strauss    |
| Frédéric                | Mignon                    | Thomas     |
| Fenena                  | Nabucco                   | Verdi      |
| Maddalena               | Rigoletto                 | Verdi      |
| Preziosilla             | La forza del destino      | Verdi      |
| Amneris                 | Aida                      | Verdi      |
| Adriano                 | Rienzi                    | Wagner     |

## Discografia
- Debussy: Le martyre de Saint Sebastien - Orchestre national de France/Choeur de Radio France/Daniele Gatti/Isabelle Huppert, 2012 RADIO FRANCE
- Handel: Il trionfo del Tempo e del Disinganno - Academia Montis Regalis/Alessandro De Marchi, 2008 Hyperion
- Massenet, Werther - Guingal/Alagna/Aldrich/Barrard, 2005 Deutsche Grammophon
- Mozart: La clemenza di Tito - Nina Bernsteiner/Carlo Allemano/Kate Aldrich/Ann-Beth Solvang/Dana Marbach/Marcell Bakonyi/Academia Montis Regalis Orchestra/Alessandro De Marchi, 2016 CPO
- Rossini, Zelmira - Roberto Abbado/Florez/Aldrich/Kunde, 2009 Decca

## Registrazioni video

### Opere
- Bellini: Norma - (Teatro Comunale di Bologna) - Daniela Dessì/Fabio Armiliato, 2008 Hardy
- Berlioz: Benvenuto Cellini (Salzburg Festival, 2007) - Valery Gergiev, regia Philipp Stölzl, Naxos
- Donizetti: La Favorite (Théâtre du Capitole, 2014), Opus Arte
- Massenet, Werther (Teatro Regio di Torino) - Guingal/Alagna/Aldrich/Barrard, 2005 Deutsche Grammophon
- Verdi: Aida (Teatro Verdi di Busseto, 2001) - regia Franco Zeffirelli, Arthaus Musik
- Wagner: Rienzi (Deutsche Oper Berlin, 2010) - regia Philipp Stölzl, Arthaus Musik